# Карлес Гордо, Рикардо Мария
Рика́рдо Мари́я Ка́рлес Гордо́ (исп. Ricardo María Carles Gordó; 24 сентября 1926, Валенсия — 17 декабря 2013, Тортоса) — испанский кардинал. Епископ Тортосы с 6 июня 1969 по 23 марта 1990. Архиепископ Барселоны с 23 марта 1990 по 15 июня 2004. Кардинал-священник с титулом церкви Санта-Мария-Консолатриче-аль-Тибуртино с 26 ноября 1994. 